# The Eldorado
L'Eldorado, ou The Eldorado en anglais, est un immeuble en coopérative d'habitation situé dans l'Upper West Side, à Manhattan, arrondissement de la ville de New York. Il se situe au numéro 300 de l'avenue Central Park West, entre la 90e et 91e rue, et fait face à Central Park. L'Eldorado est un immeuble dit « d'avant-guerre » (pre-war building), soit un immeuble construit durant le boom immobilier des années 1920 ; conçu par l'architecte Emery Roth et la firme Margon & Holder dans un style Art Deco, il est construit de 1929 à 1931. L'édifice est protégé par plusieurs organismes : il fait partie du quartier historique de Central Park West, désigné comme tel par le Registre national des lieux historiques, et est classé au titre de designated landmark par la ville de New York.